# Randolph (Missouri)
Randolph – miasto w Stanach Zjednoczonych, w stanie Missouri, w hrabstwie Clay.